# Кьо
Кьо — действующий стратовулкан в Танзании. Высота — 2175 метров. Склоны поросли тропическими лесами. Имеется 2 кратера: вершина центрального шлакового конуса и маар. Из маара происходило извержение 1780 года с выталкиванием воды. Из шлакового конуса происходило последнее извержение 1800 года. Сильная термальная и слабая фумарольная активность.